# Erysichton coelia
Erysichton coelia, även Jameela coelia, är en fjärilsart som beskrevs av Grose-smith 1894. Erysichton coelia ingår i släktet Erysichton och familjen juvelvingar. Inga underarter finns listade i Catalogue of Life.